# Melese inconspicua
Melese inconspicua là một loài bướm đêm thuộc phân họ Arctiinae, họ Erebidae.